# Melecta atroalba
Melecta atroalba là một loài Hymenoptera trong họ Apidae. Loài này được Lieftinck mô tả khoa học năm 1972.